# Maciej Rybus
Maciej Rybus (født 19. august 1989 i Łowicz, Polen) er en polsk fodboldspiller, der spiller som kantspiller i Rubin Kasan. Han har tidligere bl.a. spillet i den russiske ligaklub Lokomotiv Moskva. Han begyndte sin seniorkarriere i Legia Warszawa i 2007 og spillede for klubben i fem år. I februar 2012 skiftede han til Terek. Han fik sin debutkamp for holdet 15. november dette år.

## Landshold
Rybus har spillet 66 kampe og scoret to mål for det polske landshold, som han debuterede for den 14. november 2009 i en venskabskamp mod Rumænien.

## Titler
- Polsk Pokalturnering: 3
  - 2007/08, 2010/11, 2011/12 med Legia Warszawa

- Polsk Super Cuppen: 1
  - 2008 med Legia Warszawa